# 圣厄斯塔什拉福雷
圣厄斯塔什拉福雷（法語：Saint-Eustache-la-Forêt，法語發音：[sɛ̃t‿østaʃ la fɔʁɛ]）是法国滨海塞纳省的一个市镇，属于勒阿弗尔区。

## 地理
圣厄斯塔什拉福雷（49°33'7"N, 0°27'3"E）面积6.59 平方千米，位于法国诺曼底大区滨海塞纳省，该省份为法国北部沿海省份，其西部及北部濒大西洋英吉利海峡，东起顺时针与索姆省、瓦兹省、厄尔省和卡爾瓦多斯省接壤。
与圣厄斯塔什拉福雷接壤的市镇（或旧市镇、城区）包括：博尔贝克、梅拉马尔、圣安托万拉福雷、圣让德拉讷维尔、三石村。

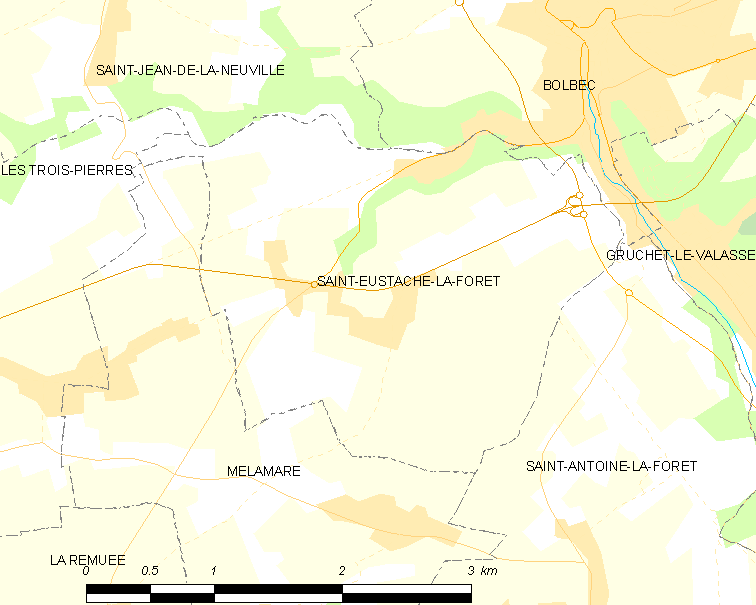
圣厄斯塔什拉福雷的OSM定位图

圣厄斯塔什拉福雷的时区为UTC+01:00、UTC+02:00（夏令时）。

## 行政
圣厄斯塔什拉福雷的邮政编码为76210，INSEE市镇编码为76576。

## 政治
圣厄斯塔什拉福雷所属的省级选区为博尔贝克县。

## 人口

1962-2008年间圣厄斯塔什拉福雷人口变化图示

圣厄斯塔什拉福雷于2022年1月1日时的人口数量为1213人。